# Teucrium scordium
Escórdio (Teucrium scordium) é uma espécie de planta com flor pertencente à família Lamiaceae.
A autoridade científica da espécie é L., tendo sido publicada em Species Plantarum 2: 565. 1753.

## Portugal
Trata-se de uma espécie presente no território português, nomeadamente os seguintes táxones infraespecíficos:
- Teucrium scordium subsp. scordium - presente em Portugal Continental. Em termos de naturalidade é nativa da região atrás referida. Não se encontra protegida por legislação portuguesa ou da Comunidade Europeia.